# Brimstone (missile)
Pour les articles homonymes, voir Brimstone.

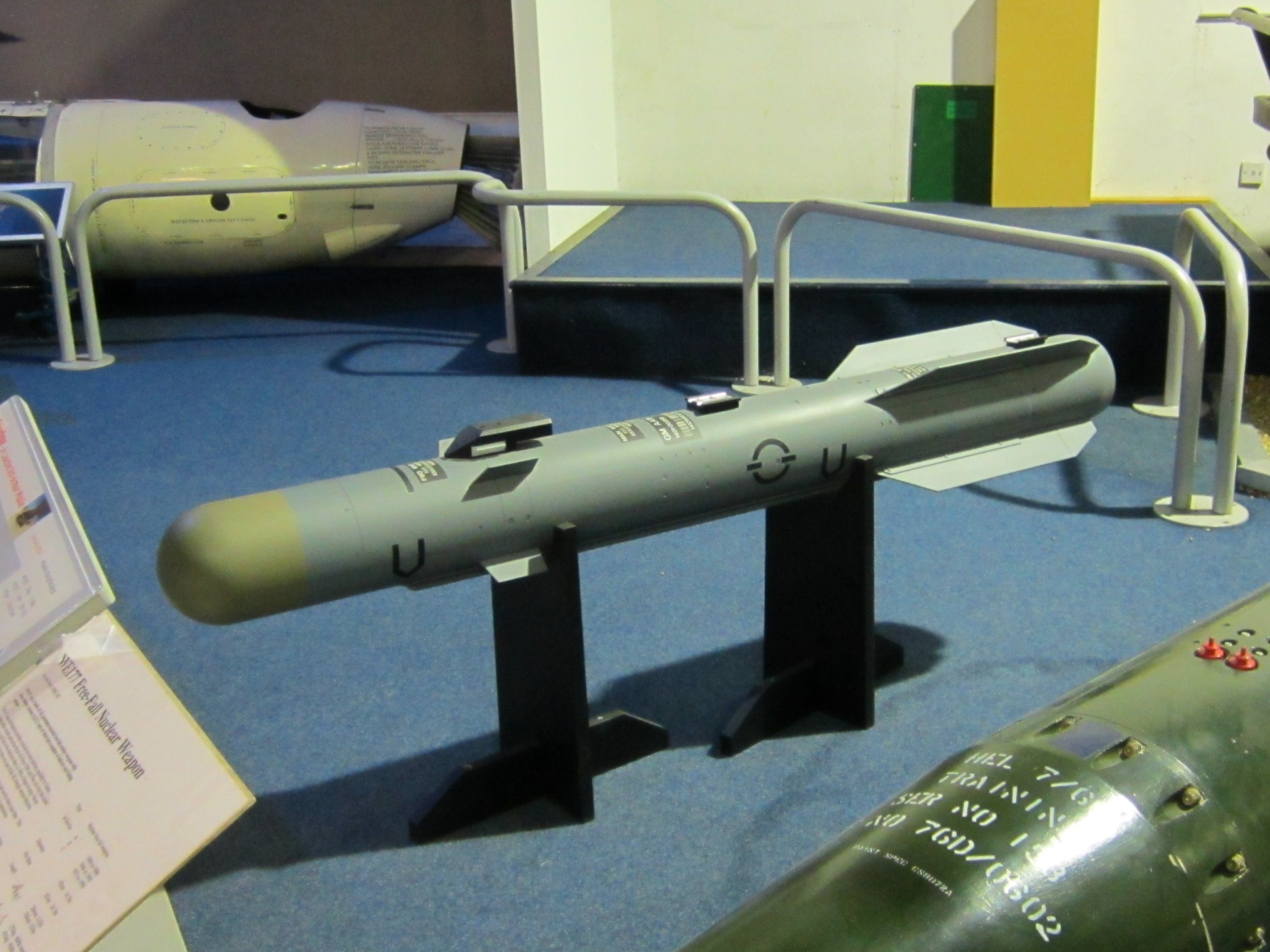
Un Brimstone au musée de la RAF de Londres.

Le Dual Mode Brimstone est un missile antichar air-sol britannique fabriqué par MBDA originellement pour la Royal Air Force.

## Caractéristiques
Il est équipé d'un guidage laser et d'un radar millimétrique, ceci afin de le rendre plus efficace contre des cibles mobiles. Sa portée maximale, pour sa version améliorée depuis un avion, est d'environ 60 km.
Il a été intégré originellement sur le Panavia Tornado GR4, puis en 2018 sur le Eurofighter Typhoon et il est programmé à cette date qu'il soit embarqué par les hélicoptères AgustaWestland Apache et des drones de combat mais aussi sur le prototype challenger 2 streetfighter.
Il coûte plus de 100 000 livres pièce (130 000 euros).
Le premier tir du Brimstone 3, avec un moteur, une électronique et une charge explosive améliorés eut lieu en mars 2019.
Des Brimstone ont été adaptés en sol-sol sur des camions civils pour les besoins de l'armée ukrainienne en Mai 2022.

## Utilisation opérationnelle
Les essais commencent en 2000, le premier tir depuis un Tornado ayant lieu en septembre 2000, et il entre en service en 2005 dans la RAF.
Il est utilisé en Irak lors de l'opération Telic en 2008, puis en Afghanistan (opération Herrick) où il est tiré pour la première fois au combat en 2009 et en Libye en 2011 (opération Ellamy) où il détruit entre autres plusieurs chars.
Le 30 septembre 2014, des Tornados GR4 de l'escadron No. 2 de la Royal Air Force ont fait usage de Brimstone sur des pick-up armés appartenant aux djihadistes de l'État islamique, dans le cadre de l'Opération Shader.
Début 2019, le Typhoon utilise pour la première fois ce missile, dans la version Brimstone 2, au combat en détruisant une embarcation sur un fleuve.
À la suite de l'invasion de l'Ukraine par la Russie, plusieurs sont donnés aux forces ukrainiennes. En janvier 2023, le ministre britannique de la Défense annonce que le Royaume-Uni enverra 600 unités supplémentaires à l’Ukraine.

## Opérateurs

Opérateurs du Brimstone en bleu, futurs opérateurs en turquoise.

Arabie saoudite
- Royal Saudi Air Force

 Royaume-Uni
- Royal Air Force

 Allemagne
- German Air Force[9]

 Ukraine
- Ukrainian Armed Forces[10],[11]

### Futurs opérateurs
Qatar
- Qatar Emiri Air Force[12]

 Pologne
- Polish Land Forces[13]

 Espagne
- Spanish Air Force[14],[15]